# Яксманицкий, Владимир Иванович
Владимир Иванович Яксманицкий (укр. Яксманицький Володимир Іванович; род. 4 февраля 1977, Жданов, Донецкая область) — украинский футболист, защитник.

## Биография
Владимир Яксманиций родился в Жданове. Отец — строитель, затем стал прорабом, мама работала на заводе. Футболом стал заниматься в ДЮСШ № 3 у тренера Валерия Борисовича Сидорова. С 13 лет продолжил занятия футболом в донецком училище олимпийского резерва у своего первого тренера, который также переехал работать в Донецк.
Во взрослом футболе дебютировал в 1995 году выступая за донецкий «Шахтёр-2». На момент дебюта в профессиональном футболе игрок учился в 10-м классе. Его одноклубниками по молодёжной команде были такие известные игроки как Андрей Воробей, Денис Хомутов и Роман Санжар. В следующем году дебютировал в составе основной команды донецкого «Шахтёра», в который попал во время отбора, проведённого легендарными «горняками» 
Виктором Носовыми и Виктором Грачёвым. В составе дончан начинал играть левым защитником, затем его перевели в центр обороны. В команде профессионально рос, играя с такими известными ветеранами и мастерами клуба как: Игорь Петров, Геннадий Орбу, Олег Матвеев, Сергей Ященко,  Дмитрий Шутков и другие. За «Шахтёр» провёл четыре сезона.

В 1998 году перешёл в аренду в «Сталь» из Алчевска. В 1999 году стал играть за «Металлург» из Донецка, сыграв за «металлургов» пять сезонов.

В 2004 году перешёл в криворожский «Кривбасс» в котором отыграл только 12 матчей. В 2006 году перешёл в «Ильичёвец» из Мариуполя.

Закончил карьеру в луганской «Заре», в 2007 году.

Проживает в Мариуполе. Работает тренером в местном МБУ КДЮСШ «Олимпия» (U-17).

## Карьера в сборной
В 2002 году вызывался в состав сборной Украины на товарищеский матч против сборной Ирана, но так и не сыграл.

## Достижения
- Обладатель Кубка Украины: 1996/97
- Серебряный призёр чемпионата Украины (3): 1996/97, 1997/98, 1998/99
- Бронзовый призёр чемпионата Украины (2): 2001/02, 2002/03